# Laher Teich
Der Laher Teich ist ein Baggersee im Stadtteil Lahe im nördlichen Stadtgebiet von Hannover in Niedersachsen.
Er liegt unmittelbar östlich des Stadtfriedhofs Lahe im westlichen Winkel des Autobahnkreuzes Hannover-Buchholz. Nord-östlich des Laher Teiches und auf der nördlichen Seite des Kreuzes liegt der Altwarmbüchener See.
Der Laher Teich wird seit 2008 vom Fischerverein Hannover als Angelgewässer genutzt. 2009 wurden aus dem See Aal, Barsch, Hecht, Karpfen, Rotauge und Zander gemeldet. Der nordöstliche Ausläufer des Sees ist nur 1–2 m tief, steht unter Schutz und darf nicht beangelt werden. In der Seemitte befindet sich ein Becken von etwa 11 m Tiefe, im Südbereich eine Terrasse in 6 m Tiefe.